# FGM-172 SRAW
SRAW (/ʃrɔː/ чит. «Шро», букв. «изничтожитель», акр. от Short-Range Assault Weapon, с англ. — «штурмовое оружие ближнего боя», общевойсковой индекс — FGM-172, флотский индекс — МК 40 MOD 0) — американский одноразовый противотанковый ракетный комплекс (в русскоязычной периодике иногда классифицируется как ручной противотанковый гранатомёт). Предназначен для оснащения рядового состава линейных подразделений пехотных частей из расчёта по одному ПТРК на человека, дабы снизить их зависимость от приданных сил и средств (противотанковых подразделений с тяжёлыми ПТРК многоразового использования).
Является лёгкой ракетной системой ближнего действия. Находится на вооружении Корпуса морской пехоты США в качестве облегчённого варианта армейской противотанковой ракетной системы FGM-148 Javelin. SRAW имеет большую дальность и мощность, чем AT4, который он предназначен заменить, но меньшую дальность, чем FGM-148 Javelin.

## Разработка
В 1989 пять компаний — лицензированных подрядчиков военно-промышленного комплекса США были допущены к участию в первом этапе (конкурсе) работ по проекту SRAW. Конкурентами на этапе конкурсного отбора выступали перспективные подствольные гранатомёты и реактивные винтовочные гранаты типа RAW, находившиеся в разработке ещё с конца 1970-х гг. На этапе полигонных испытаний было отстреляно свыше тридцати ракет (без боевой части) по движущимся танкам-мишеням движущихся на скорости до 40 км/ч на расстоянии до 700 м. Боевая часть типа используемой в ПТУР TOW 2B испытывалась отдельно. На этапе испытаний предохранительно-исполнительный механизм несколько раз не срабатывал. После существенной его доработки (по сути замены на новый) были проведены стрельбы по мишеням ракетами с кумулятивной боевой частью, успешно поразившими мишень типа «основной боевой танк противника, оснащённый комплексом активной защиты». Попутно дорабатывалась универсальная многоцелевая модификация комплекса для уничтожения инженерно-фортификационных сооружений и поражения целей в укрытиях По итогам конкурса, подведённым в августе 1990 г., победителем была признана компания «Лорэл аэроньютроник» (на момент участия в конкурсе бывшая подразделением «Форд», в том же году обособившаяся в самостоятельную компанию. В 1992 году, после обнаружения недостатков проводился дополнительный конкурс среди одноразовых ракетных комплексов и ручных противотанковых гранатомётов, куда представили свои образцы компания «Аллиант тексистемз», корпорация «Макдоннелл Дуглас», а также иностранные участники — шведский концерн «Бофорс» и французский концерн «Жиат» (с образцом GIAT ABB). По итогам конкурса армия отказалась от закупок SRAW (к тому времени на вооружение ряда армейских частей уже поступил усовершенствованный РПГ «Карл Густав»). В декабре 1994 года «Лорэл аэроньютроник» получила контракт от КМП на разработку и испытания опытной модели ПТРК, а в 1996 году стала подразделением корпорации «Локхид Мартин». Исходно комплекс проектировался под стрельбу по целям на расстоянии, превышающем 750 метров, однако, впоследствии, предельная дальность стрельбы была сокращена до 600 метров по неподвижным целям. Для Армии США, тем временем, разрабатывался вариант MPIM (аббр. от Multi-Purpose Individual Munition — «многоцелевой личный боеприпас»), аналогичный по своим характеристикам противобункерной модификации SRAW для борьбы с полевыми фортификационными сооружениями противника, который тем не менее не был принят на вооружение.
В процессе работы над комплексом количество индивидуальных деталей ракеты сократилось с более чем полутора тысяч у опытного прототипа (Demo Round), представленного для испытаний в 1989 году до менее чем трёхсот у серийного образца (Tactical Round) 1994 года, т. е. более чем в пять раз, что существенно увеличило надёжность комплекса и упростило производство, кроме того была достигнута полная взаимозаменяемость основных узлов противотанкового и многоцелевого вариантов

## Производство

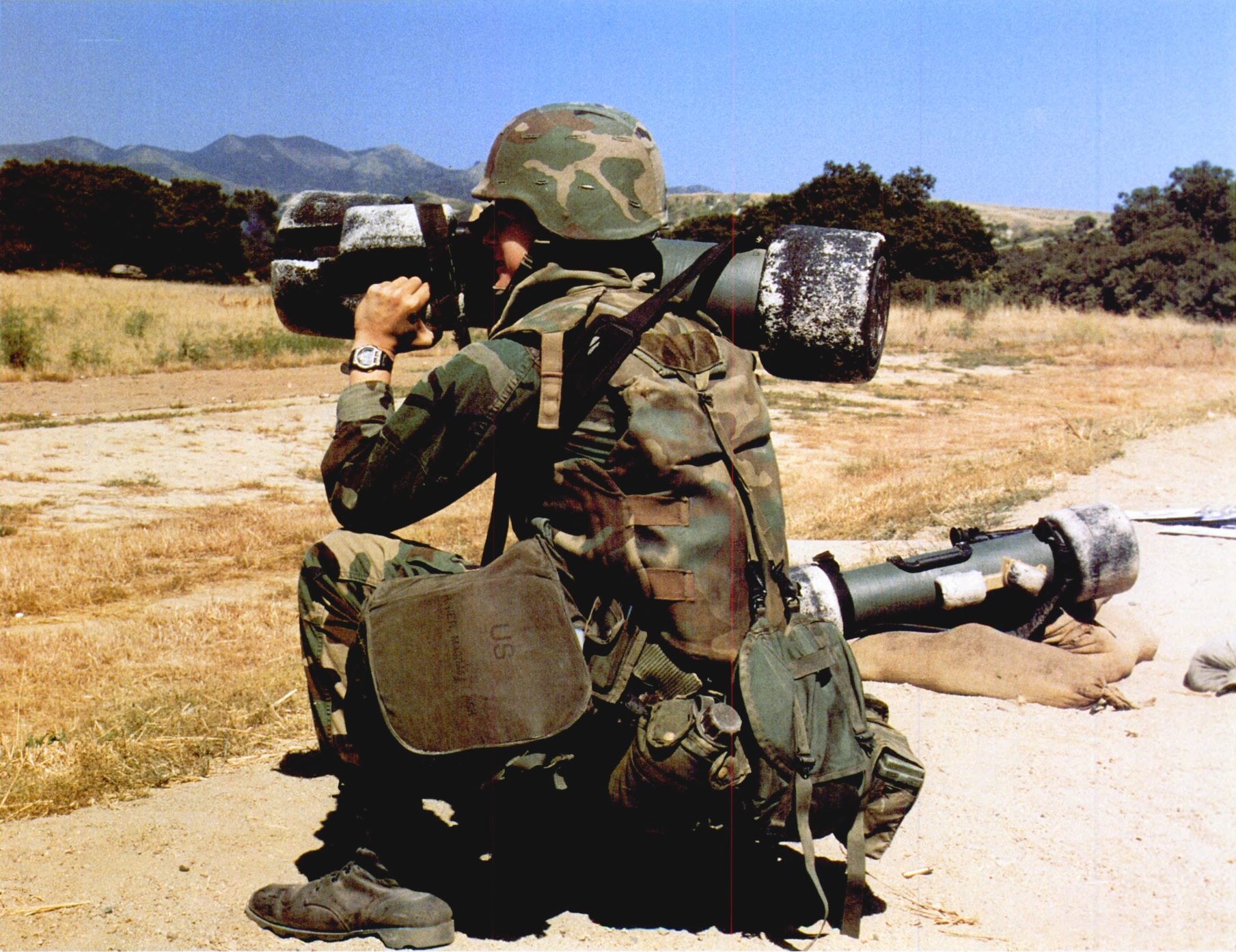
Стрелок с комплексом на плече

Производство ракет и элементов системы наведения осуществляется корпорацией «Локхид Мартин» на заводе в Сакраменто, штат Калифорния, ракетные двигатели исходно поставлялись с завода корпорации «Аэроджет», расположенного в том же штате, в городе Ранчо-Санта-Маргарита, а также с заводов компаний «Аллиант тексистемз», Миннеаполис, штат Миннесота, и «Геркьюлис» в Рокет-Сентер, штат Западная Виргиния (впоследствии, эксклюзивным поставщиком стала «Дженкорп» созданная в результате преобразования «Аэроджет» и базирующаяся в Азусе). Миниатюрная аппаратура инерциальной навигационной системы поставляется «Систрон-Доннер» из Конкорда, штат Калифорния. Пусковые трубы изготавливаются «Талли дифенс» в Месе, штат Аризона.

## Варианты
Изготавливается в двух базовых вариантах, для удобства идентификации и во избежание путаницы маркированных нанесенными на внешнюю поверхность пусковой трубы полосами различного цвета.
- Противотанковый с кумулятивной боевой частью SRAW Predator (чит. «Шро-пре́датор», с англ. — «хищник») для поражения движущихся и неподвижных бронеобъектов (одна полоса чёрного цвета, нанесённая за передним буфером);
- Многоцелевой (противобункерный) с осколочно-фугасной боевой частью SRAW MPV (чит. «Шро-эм-пи-ви», аббр. от Mulitple-Purpose Variant) для уничтожения фортификационных сооружений, легкобронированной и небронированной техники (жёлтая полоса перед рукояткой для транспортировки и коричневая полоса перед задним буфером).
- Многоцелевой с кумулятивно-фугасной боевой частью SRAW MPIM (Multi-Purpose Individual Munition). Армейская модификация. Не был принят на вооружение, серийно не производился. Отличается от серийных вариантов своей боевой частью, предохранительно-исполнительным механизмом и направлением взрыва (вперёд и в стороны, а не вниз как в вариантах для морской пехоты).[15]
- Учебный массо-габаритный макет пусковой трубы с ракетой (Trainer Round).

| Predator | MPV | Trainer Round с ночным прицелом AN/PVS-17C |
|          |     |                                            |
|          |     |                                            |

## Описание
SRAW представляет собой герметичный пластиковый цилиндрический контейнер с буферами, в который запакована ракета. Является оружием одноразового использования (expendable munition) и предназначен для поражения различных сооружений и техники противника на расстоянии до 600 м. Система управления ракеты в полёте — инерциальная с управлением вектором тяги.
|        |                       |                       |                       |
| в руке | на ремне по-походному | на ремне по-походному | на ремне по-походному |
| в руке | через плечо           | за спиной             | поверх ранца          |

| |  |  |  |  |
| изготовка для стрельбы лёжа, сидя со скрещенными ногами, сидя с локтевым упором в колени, с колена, стоя из-за укрытия |  |  |  |  |

## Устройство
Активатор источника питания — плунжер для пальцевого нажатия, который активирует батарею автоматического навигационного прибора ракеты, что в свою очередь, даёт время на захват цели и пуск ракеты в промежутке времени от 2 до 12 секунд. После нажатия и удержания в нажатом положении активатора батареи стрелку́ необходимо нажать на спусковой рычаг в течение 12 секунд, иначе работа автоматики комплекса может существенно ухудшиться. Спусковой рычаг — скоба, которая вдавливается вниз пальцевым усилием и в походном положении застопорен. Он отпирается после нажатия и удержания активатора батареи. Нажатие на спусковой рычаг активирует батарею питания бортовой электроники ракеты и посылает кодированный сигнал на автоматику, после чего происходит пуск ракеты. От непроизвольного запуска комплекс оснащён предохранителем — шарнирным устройством, которое предотвращает механические повреждения спускового рычага. Зазубрина на предохранителе предохраняет также активатор источника питания от случайного нажатия и зафиксирована пружинным зажимом к активатору источника питания. Чтобы получить доступ к активатору источника питания и спусковому рычагу, предохранитель поднимается пальцем, после чего комплекс готов к бою. Боевая часть противотанкового варианта вмещает два расположенных последовательно заряда — основной и вспомогательный, направленные кумулятивной воронкой вниз перпендикулярно продольной оси ракеты и закреплённые во вращающемся отсеке ракеты, перед детонацией доворачивающейся в направлении пространственного центра масс обстреливаемой цели. У противобункерной модификации заряд зафиксирован параллельно продольной оси ракеты. Неконтактный датчик цели — комбинированный, включает в себя магнитометрический сенсор обнаружения цели по окружающему её магнитному полю (постановка на боевой взвод) и лазерный сенсор, расположенный под углом к продольной оси ракеты и срабатывающий на прерывание луча по мере пролёта ракеты над пространственным центром масс цели, — как только генерируемый сенсором лазерный луч «проваливается» за корму обнаруженного бронеобъекта и утыкается в грунт немедленно следует детонация.
|                                                                                               |  |
| принцип работы автопилота при стрельбе по движущимся целям из MPV (слева) и Predator (справа) |  |

|                                                                          |                     |                      |                      |
| прицеливание по танкам и лёгкой бронетехнике, зданиям и кирпичным стенам |                     |                      |                      |
| вид в ночной прицел                                                      | вид в ночной прицел | вид в дневной прицел | вид в дневной прицел |

## Тактико-технические характеристики

Хват и удержание комплекса при стрельбе с пристыкованным НСПУ

Принцип срабатывания предохранительно-исполнительного механизма и направленной детонации кумулятивного заряда над целью

Источники информации : 
- Длина комплекса: 870 мм
- Длина ракеты в стартовой конфигурации: 859 мм
- Диаметр ракеты: 140 мм
- Диаметр комплекса (вместе с буферами): 213 мм
- Масса комплекса: 9800 г
- Масса боевой части: 2340 г
- Масса взрывчатого вещества: 1050 г
- Взрывчатое вещество боевой части: LX-14[англ.] (на основе порошкообразного октогена)
- Двигатель ракеты: Двухступенчатый (выбрасывающая и маршевая ступени), твердотопливный, бездымный
- Система наведения: прямой наводкой, инерциальная, «выстрелил и забыл»
- Время нормальной работы источника питания: 12 сек
- Время захвата цели головкой самонаведения ракеты: 2 сек
- Кратность увеличения прицела: 2,5×
- Траектория полёта ракеты: Настильная
- Начальная скорость ракеты по вылету из пусковой трубы: 25 м/сек
- Маршевая скорость полёта ракеты: 300 м/сек
- Время полёта ракеты на расстояние 500 м: 2,25 сек
- Высота подъёма противотанковой ракеты над линией визирования цели: 2,7 м
- Боевая часть: кумулятивная тандемного типа (противотанковый вариант), либо фугасная (противобункерный)
- Предохранительно-исполнительный механизм

противотанковой ракеты: с неконтактным оптико-магнитометрическим датчиком цели
противобункерной ракеты: ударниковый мгновенного/замедленного действия
- Детонация:

противотанковой ракеты: над целью (с поворотом боевой части методом доворота в направлении центра масс цели)
противобункерной ракеты: при встрече с целью (мгновенного действия при попадании в бетон, дерево или металл, замедленного действия при попадании в мешки с песком)
- Возможность стрельбы из закрытых помещений: Имеется, относительно безопасная для стрелка (при стрельбе в наушниках и защитных очках)
- Коэффициент рассеивания при стрельбе (среднее пространственное отклонение ракеты): 1,5 тыс.
- Уровень шума при пуске ракеты: 173 дБ
- Уровень шума при взрыве боевой части ракеты: 190 дБ
- Минимальная безопасная дальность стрельбы

противотанковой ракетой: 17 м
противобункерной ракетой: 25 м
- Ближняя граница зоны пуска: 100 м
- Эффективная дальность стрельбы

по движущейся цели: 17/25…200 м
по неподвижной цели: 17/25…600 м

## Модификации
- FGM-172A
- FGM-172B

## Predator SRAW в компьютерных играх
- Battlefield 2
- Battlefield 4

Также встречается в Tom Clancy's Ghost Recon Advanced Warfighter и Tom Clancy's Ghost Recon Advanced Warfighter 2 под названием Zeus T2.